# Viola rossowiana
Viola rossowiana är en violväxtart som beskrevs av J.M.Watson och A.R.Flores. Viola rossowiana ingår i släktet violer, och familjen violväxter. Inga underarter finns listade i Catalogue of Life.